# Maladera spoliata
Maladera spoliata är en skalbaggsart som beskrevs av Brenske 1898. Maladera spoliata ingår i släktet Maladera och familjen Melolonthidae. Inga underarter finns listade i Catalogue of Life.